# Valentýna Bečková
Valentýna Bečková (* 8. srpna 2013 Hradec Králové) je česká dětská herečka. Prvně začínala hrát v reklamách a ve filmu se objevila už v šesti letech v r. 2019 ve filmu Ženy v běhu. Některými diváky je nazývána „Tomáš Holý v sukni“.

## Životopis
Narodila se do dvou dětí v Hradci Králové.
Nejdříve hrála v reklamách a v roce 2019 ji Marta Ferencová obsadila do komediálního filmu Ženy v běhu. O rok později byla obsazena do filmu Příliš osobní známost, kde ztvárnila roli osiřelé holčičky.
V roce 2021 účinkovala ve filmech Láska na špičkách, kde hrála dceru Ondřeje Veselého a Vicy Kerekes, Přání Ježíškovi, kde hraje holčičku z dětského domova, a Tajemství staré bambitky 2, kde ztvárnila roli malé princezny Johanky.
Je obsazována i do některých videoklipů, na konci roku 2021 si zahrála v písničce Vánoce jako dřív, jejíž autory jsou Marek Ztracený a Hana Zagorová.

## Televizní a filmové role
- Ženy v běhu (2019)
- Příliš osobní známost (2020)
- Přání Ježíškovi (2021)
- Láska na špičkách (2021)
- Tajemství staré bambitky 2 (2022)
- Srdce na dlani (2022)
- Přání k narozeninám (2022)
- Jedna rodina (2025)